# او نام من را ملاله گذاشت
او نام من را ملاله گذاشت (انگلیسی: He Named Me Malala) فیلمی مستند به کارگردانی دیویس گوگنهایم است که در سال ۲۰۱۵ منتشر شد.

## موضوع فیلم
در این فیلم مستند، زندگی و فعالیت‌های «ملاله یوسف زی» دختر پاکستانی که به خاطر دفاع از حق تحصیل دختران مورد سوء قصد طالبان قرار گرفت، نشان داده می‌شود.